# Green (album de R.E.M.)
Pour les articles homonymes, voir Green.
Albums de R.E.M.
Eponymous
(1987) Out of Time
(1991)
Green est le sixième album studio du groupe de rock américain R.E.M. et leur premier pour la major américaine Warner Bros., sorti le 7 novembre 1988. Bénéficiant d'une grosse production, Green voit R.E.M. se métamorphoser d'un groupe à l'audience restreinte en un groupe de rock de premier plan touchant un public de plus en plus large.

## Détails
Avec la sortie de Document en 1987, R.E.M. avait terminé son contrat avec I.R.S. Records. Le groupe décide alors de rejoindre un plus gros label en raison de la faible promotion du groupe en dehors des États-Unis. En 1988, R.E.M. signe un contrat de 10 millions de dollars avec Warner Bros. Records pour leurs cinq albums à venir. Les termes du contrat indiquent que le groupe est entièrement détenteur de ses chansons.
Green est le premier des albums de R.E.M. pour Warner Brothers. L'enregistrement et le mixage de l'album prirent au total quatre mois et l'album parut en novembre 1988 pour coïncider avec l'élection présidentielle américaine de 1988. Les membres du groupe changèrent délibérément leurs habitudes d'enregistrement pour éviter de tomber dans le piège de sortir le même album année après année. Bill Berry, Peter Buck et Mike Mills échangèrent leurs instruments fréquemment pendant l'enregistrement. Michael Stipe également participa au nouveau processus d'écriture. Plutôt que d'écrire ses paroles pour compléter les musiques déjà prêtes comme il le faisait sur les précédents albums, il commença à écrire des paroles pendant ou avant la composition des musiques.
Cette nouvelle approche conduit à des instrumentations différentes des albums précédents. Les chansons You Are the Everything, The Wrong Child et Hairshirt sont les premières sur lesquelles apparaît la mandoline de Buck, qui deviendra par la suite une signature musicale du groupe. Ces trois morceaux sont placés à intervalles réguliers : ils font toujours suite à deux morceaux électriques plus rythmés.
Buck joue aussi de la batterie sur le dernier morceau sans titre de l'album. Mills joue du clavier sur plusieurs morceaux, un rôle qu'il tiendra régulièrement sur les albums suivants. Sur la chanson Orange Crush, Stipe chante à travers un mégaphone. Il utilisera cette technique lors de la tournée mondiale pour promouvoir l'album.

## Réception
Acclamé par la critique et attirant de nombreux nouveaux fans, Green devient double disque de platine aux États-Unis se hissant à la 12e place des classements américains, et 27e au Royaume-Uni. C'est le premier disque d'or de R.E.M. au Royaume-Uni, confirmant leur percée en Europe. Le groupe tourna énormément pour promouvoir l'album jusqu'en 1989, avant de commencer à travailler sur le prochain album Out of Time.
Green contient les hits Orange Crush et Stand. Pop Song 89 connût également un certain succès, ainsi que Turn You Inside-Out qui fut constamment jouée lors de la tournée.
L'album est cité dans l'ouvrage de référence de Robert Dimery « 1001 albums qu'il faut avoir écoutés dans sa vie ».

## Pochette
La pochette fut peinte par l'artiste new-yorkais minimaliste Jon McCafferty.
Les pressages originaux de l'album et de la cassette ont le chiffre 4 surimposé sur la lettre R des mots "Green" et R.E.M. À l'inverse, dans la liste des titres qui figure au dos de l'album, la lettre R se substitue au chiffre 4 : R. Stand. C'est le premier album du groupe dans le livret duquel apparaissent les paroles d'une chanson : World Leader Pretend.
Single Action Green, un coffret réunissant plusieurs singles tirés de l'album fut commercialisé pour promouvoir l'album. Il est considéré comme la première édition spéciale réalisé par le groupe. R.E.M. continuera à sortir des éditions spéciales pour tous ses albums suivants.
Bien que le titre de l'album soit "Green" (="Vert"), la pochette est orange. La raison en est que si l'on fixe l'image orange pendant quelques secondes et que l'on ferme les yeux, l'image en négatif que l'on garde sur les paupières est verte. Vue en négatif de cette manière, la pochette dépeint une herbe verte.

## Réédition
En 2005, Warner Brothers Records sort une version double-cd de "Green" qui inclut un CD, un DVD-Audio contenant un mixage en 5.1 réalisé par Elliot Scheiner, et le livret original augmenté de notes complémentaires. La version cd n'est pas une version remasterisée.

## Tournée
La tournée mondiale "Green" débuta en 1989 et se tint essentiellement dans des grandes salles ou stades. La tournée était plus ambitieuse que la précédente (le "Work Tour"). Ceci est plus particulièrement vrai en dehors des États-Unis grâce à l'habile stratégie marketing de Warner Bros pour faire connaître le groupe. 
Lors de la dernière date de cette tournée qui dura onze mois, le groupe joua l'intégralité de l'album dans l'ordre du disque. Ce fut l'unique interprétation "live" de The Wrong Child et l'une des rares interprétations en concert de Hairshirt. Après près d'un an de tournée, le groupe décida de ne plus tourner pour la promotion de leurs deux albums suivants.
Quelques chansons de Green, telles que Pop Song 89 et Orange Crush, avaient déjà été interprétées occasionnellement lors de la tournée précédente en 1987. Bien que les paroles étaient encore inachevées, les mélodies et les arrangements étaient déjà remarquablement similaires à ceux que l'on retrouve sur l'album.

## Titres
Toutes les chansons sont de Bill Berry, Peter Buck, Mike Mills et Michael Stipe.
1. Pop Song 89 – 3:04
2. Get Up – 2:39
3. You Are the Everything – 3:41
4. Stand – 3:10 (listée comme la chanson n°R sur la pochette)
5. World Leader Pretend – 4:17
6. The Wrong Child – 3:36
7. Orange Crush – 3:51
8. Turn You Inside-Out – 4:16
9. Hairshirt – 3:55
10. I Remember California – 4:59
11. Untitled – 3:10

## Personnel
- Bill Berry – batterie, chœurs, basse sur 3, 6 & 9
- Peter Buck – guitare, mandoline, batterie sur 11
- Mike Mills – basse, claviers, accordéon, chœurs
- Michael Stipe – chant

### Personnel additionnel
- Jane Scarpantoni – violoncelle sur 5
- Keith LeBlanc – percussions sur 8
- Bucky Baxter – guitare pedal steel sur 5

## Classements

### Album
| Année | Classement        | Position         |
| ----- | ----------------- | ---------------- |
| 1988  | The Billboard 200 | 12 (40 semaines) |
| 1988  | UK Albums Chart   | 27 (22 semaines) |

### Singles
| Année | Chanson             | Classement                       | Position |
| ----- | ------------------- | -------------------------------- | -------- |
| 1988  | Orange Crush        | Billboard Modern Rock Tracks     | 1        |
| 1988  | Orange Crush        | Billboard Mainstream Rock Tracks | 1        |
| 1988  | Pop Song 89         | Billboard Modern Rock Tracks     | 16       |
| 1988  | Stand               | Billboard Mainstream Rock Tracks | 1        |
| 1988  | Stand               | Billboard Modern Rock Tracks     | 1        |
| 1989  | Pop Song 89         | Billboard Mainstream Rock Tracks | 14       |
| 1989  | Stand               | Billboard Hot 100                | 6        |
| 1989  | Turn You Inside-Out | Billboard Mainstream Rock Tracks | 7        |
| 1989  | Turn You Inside-Out | Billboard Modern Rock Tracks     | 10       |
| 1989  | Stand               | UK Singles Chart                 | 51       |
| 1989  | Orange Crush        | UK Singles Chart                 | 28       |
| 1989  | Stand (re-release)  | UK Singles Chart                 | 48       |

## Certifications
| Organisation | Niveau         | Date             |
| ------------ | -------------- | ---------------- |
| RIAA – U.S.  | Or             | 10 janvier 1989  |
| RIAA – U.S.  | Platine        | 14 février 1989  |
| RIAA – U.S.  | Double Platine | 17 août 1994     |
| BPI – UK     | Silver         | 1er février 1989 |
| BPI – UK     | Or             | 28 juin 1989     |
| BPI – UK     | Platine        | 1er mai 1994     |